# Æðey
Æðey (Aedey) este o insulă situată în partea de NV a Islandei, localizată în fiordul Snæfjallaströnd. Are o suprafață de 1, 26 km2. Vegetația ierboasă a permis instalarea unor colonii de pufini și rațe sălbatice. Puținii locuitori ai insulei se ocupă cu vânătoarea și creștera ovinelor.